# ادوارد هیگینز وایت
ادوارد هیگینز وایت دوم (به انگلیسی: Edward Higgins White, II) فضانورد اهل ایالات متحده آمریکا است که در ۱۴ نوامبر ۱۹۳۰ میلادی در سان آنتونیو زاده شد. وی در مأموریت جمینای ۴، آپولو ۱ حضور داشته است.